# Vichit Kounavudhi
 (juillet 2019).
Vichit Kounavudhi (Thai : วิจิตร คุณาวุฒิ), né le 23 janvier 1922 dans la province de Chachoengsao et mort le 31 juillet 1997 à Bangkok, est un producteur, scénariste, monteur et réalisateur thaïlandais.
Il réalise deux chefs-d'œuvre du cinéma thaïlandais, Le Peuple de la montagne (1979) et Fils du Nord-Est (1982),.

## Biographie[3]
Dans les années 1940, après des études ordinaires, Vichit Kounavudhi devient journaliste à Bangkok. Il est d'abord stagiaire à la rédaction d'un journal puis correcteur d'un hebdomadaire et il apprend tous les métiers du journalisme jusqu'en 1945.
En 1950, il entre dans le milieu du cinéma par hasard : on lui demande de jouer le rôle d'un méchant dans un film (Fa Kamnod). Puis il écrit les dialogues du film Phrom Bandan.
Il devient en 1953 le scénariste pour Hanuman Production d'un des plus grands succès au cinéma de l'après-guerre en Thaïlande : le film Santi-Vina (สันติ-วีณา / Santi-Weena) (1954) de Rattana Pestonji (รัตน์ เปสตันยี) (Santi-Vina est le premier film thaïlandais réalisé en 35 mm en couleur avec bande son). Ce film est perdu peu de temps après sa sortie mais heureusement retrouvé en 2014 (des copies étaient conservées en Angleterre, en Russie et  en Chine) puis restauré sous format DVD en 2017.
En 1955, il réalise le premier de ses films : Pha Lisor (ผารีซอ). C'est le début d'une longue carrière de réalisateur et souvent de producteur, scénariste et monteur de longs métrages : il réalise un peu plus de 30 films de 1955 à 1989.
Dans les années 1960 et 1970, ses premiers longs métrages sont essentiellement des comédies, des mélodrames et des films d'action qui connaissent le succès. Les acteurs Mitr Chaibancha, Sombat Metanee, Adul Dulyarat, Choomporn Theppitak, Ruj Ronnapop et les actrices Petchara Chaowarat, Metta Roongrat, Prim Praphaporn, Pissamai Wilaisak, Sopha Sataporn ont joué dans ses  films.
Il peut ensuite tourner dans une très grande liberté ses derniers films. Il souligne alors les problèmes sociaux de son époque comme Chatrichalerm Yukol, Manop Udomdej et Euthana Mukdasanit avec un regard précis proche de celui d'un savant anthropologue et ethnologue.
Il filme Première Femme (เมียหลวง) (1978) qui met en pleine lumière et analyse la coutume qu'ont certains hommes riches thaïlandais d'avoir une femme principale (mia luang ) et une ou plusieurs maîtresses (mia noi) (seconde femme, troisième femme , etc.).
Il réalise Le Peuple de la montagne (1979) et Fils du Nord-Est (1982), deux grands films quasi-documentaires réalistes joués par des acteurs non-professionnels, descriptif minutieux de la vie quotidienne de la population rurale et montagnarde confrontée aux problèmes de survie, de conflits internes et de migration pour échapper à la faim et la pauvreté, complètement abandonnée par le pouvoir central thaïlandais de Bangkok. Jour après jour, du moindre détail au moindre détail, geste par geste, Vichit Kounavudhi dépeint la vie ordinaire des paysans vivant au rythme très lent des saisons presque hors du temps dans un monde en suspens. Antoine Coppola écrit que ces deux films relèvent du réalisme ethnographique documentaire.
Il continue ensuite dans le registre historique et réaliste avec le film Son nom est Boonrawd (1985) qui relate la prostitution autour d'une base aérienne où l'U.S. Air Force avait installé des troupes pour faire la guerre au Vietnam. Son dernier film est The Boat House (1989).
Le réalisateur Apichatpong Weerasethakul, palme d'or au festival de Cannes 2010, mentionne dans un écrit son admiration pour Vichit Kounavudhi et Cherd Songsri : « C'est dans ce cinéma (le Kaen Kham, jadis le plus grand cinéma de Khon Kaen) que j'ai fait la connaissance de deux grands maîtres inégalables, Vichit Kounavudhi et Cherd Songsri. Ceux-ci ont magnifiquement su capter les paysages thaïlandais. Même les buffles étaient beaux, et quand ces réalisateurs filmaient les villageois, habillés ou non, on sentait l'odeur de la terre. C'était comme si je voyais pour la première fois la beauté de cette forêt qui m'entourait »

## Filmographie
- 1955 : Pha Lisor (ผารีซอ)
- 1955 : Forever Yours (ชั่วฟ้าดินสลาย) (Dying forever / Chuafah Din Salai)[10]
- 1956 : มรสุมสวาท
- 1957 : ปรารถนาแห่งหัวใจ
- 1958 : คู่ชีวิต
- 1958 : รมดี
- 1959 : เหนือมนุษย์
- 1961 : มือโจร
- 1962 : กัลปังหา
- 1962 : สายเลือด-สายรัก
- 1963 : กัปตันเครียวฉลามเหล็ก
- 1963 : จำเลยรัก
- 1964 : คมแสนคม
- 1964 : ดวงตาสวรรค์
- 1965 : เดือนร้าว
- 1965 : นางสาวโพระดก
- 1966 : เกิดเป็นหงส์
- 1966 : โนห์รา
- 1966 : Operation Bangkok (เพชรตัดเพชร)
- 1966 : เสน่ห์บางกอก
- 1967 : Top Secret (คนเหนือคน)
- 1967 : ไทรโศก
- 1969 : ดาวรุ่ง
- 1969 : น้องรัก
- 1971 : แม่ศรีไพร
- 1972 : หัวใจป่า
- 1973 : น้ำเซาะทราย
- 1976 : ป่ากามเทพ
- 1977 : Première femme / First Woman / My Dear Wife (เมียหลวง)[11]
- 1979 : Le peuple de la montagne / Ceux des montagnes[12],[13] / Mountain People[14] (คนภูเขา)[15]
- 1982 : Fils du Nord-Est[16] / Fils d'I-san[17] / Son of Northeast[18] / Luk E-Sarn [19](ลูกอีสาน[20]) d'après le roman de Kampoon Boontawee[21]
- 1985 : Son nom est Boonrawd / Her name is Boonrawd / ผู้หญิงคนนั้นชื่อบุญรอด (2528)
- 1989 : The Boat House (เรือนแพ)[22]